# حركة حقوق الآباء
حركة حقوق الآباء هي حركة يهتم أعضاءها في المقام الأول بالقضايا المتعلقة بقانون الأسرة، بما في ذلك حضانة الأطفال ودعم الطفل الذي يؤثر على الآباء وأطفالهم. كثير من أعضائها من الآباء الذين يرغبون في مشاركة الأبوة والأمومة لأطفالهم على قدم المساواة مع أمهات أطفالهن - إما بعد الطلاق أو كآباء غير متزوجين - وأطفال الزواج المنتهى. تشمل الحركة الرجال والنساء، وغالبا ما تكون الزوجة الثانية من الآباء المطلقين أو أفراد الأسرة الآخرين من الرجال الذين لديهم بعض الارتباط مع قانون الأسرة.
لم يكن لدى معظم أعضائها اهتمام يذكر بالقانون أو السياسة. ومع ذلك، حيث شعروا أن هدفهم من تحقيق المساواة في الأبوة والأمومة كان محبط من قبل محاكم الأسرة، العديد منهم اهتموا بقانون الأسرة، بما في ذلك حضانة الأطفال ودعم الطفل.
على الرغم من وصفها بأنها حركة اجتماعية،  أعضاء الحركة يعتقدون أن تصرفاتهم يتم وصفها بشكل أفضل كجزء من حركة الحقوق المدنية. ترتبط الاعتراضات على توصيف الحركة كحركة اجتماعية بالاعتقاد بأن التمييز ضد الآباء يتخطى العلوم الاجتماعية وينشأ في تدخل الحكومة في الحياة الأسرية.
تلقّت الحركة تغطية إعلامية دولية كنتيجة لنشاط أعضائها البارز، وقد أصبحت مسموعة، ومرئية ومنظمة بشكل متنامٍ، كما كان لها حضورها القوي في جدالات قانون العائلة.

## التركيبة السكانية
حركة حقوق الآباء موجودة بشكل شبه حصري في الدول الصناعية، حيث أصبح الطلاق أكثر شيوعًا. برز في الغرب من الستينيات فصاعدا كجزء من حركة الرجال مع منظمات مثل الآباء الذين يحتاجون للأسر، والتي نشأت في السبعينات من القرن العشرين. في أواخر القرن العشرين، سمح نمو الإنترنت بمناقشة أوسع، ودعاية ونشاط حول القضايا التي تهم نشطاء حقوق الآباء. وتشمل العوامل التي يعتقد أنها تساهم في تطوير حركة حقوق الآباء التحول في التركيبة السكانية للأسر نتيجة ارتفاع الطلاق وانخفاض معدلات الزواج، والتغيرات في فهم وتوقعات الأبوة والأمومة والطفولة، وكذلك التحولات في كيفية تأثير النظم القانونية على الأسر.
تتكون مجموعات حقوق الآباء في الغرب بشكل أساسي من طبقة بيضاء أو متوسطة أو عاملة، ورجال من ثنائي الجنس. يميل الأعضاء إلى أن يكونوا محافظين سياسياً. لكنهم لا يشتركون في مجموعة واحدة من وجهات النظر السياسية أو الاجتماعية  ومتنوعين للغاية في أهدافهم وأساليبهم. ويدافع أعضاء حركة حقوق الآباء عن علاقات قوية مع أطفالهم ويركزون على مجموعة محددة من القضايا المحددة على أساس مخاوف الرجال المطلقينن. النساء، في الغالب شريكات جديدات بما في ذلك الزوجات الثانيات أو أفراد الأسرة الآخرين من الرجال الذين كان لهم بعض الارتباط مع قانون الأسرة والأمهات دون رعاية، هم أيضا أعضاء في حركة حقوق الآباء، ونشطاء حقوق الآباء يؤكدون هذا. وجدت دراستان لجماعات حقوق الآباء في أمريكا الشمالية أن خمسة عشر بالمائة من أعضائهن من النساء.
أطلقت منظمتان تابعتان لحركة حقوق الآباء، وهما العائلات تحتاج آباءً وجمعية الآباء العازبين حملات من أجل حقوق الآباء على مدى العديد من العقود، ويبدو أن صمود المنظمتين لفترات أطول من غيرها يعود للتكريس والالتزام طويلَي الأمد لكل من الأفراد الأساسيين فيها، علماً أن باقي مجموعات حقوق الآباء مالت للتشكل فالانحلال بعد ذلك بسرعة، وتشيع اختلافات الآراء الداخلية حول الإيديولوجية والتكتيكات، كما أن أفراد تلك المجموعات يميلون لعدم البقاء فيها بعد تلقيهم المساعدة التي يحتاجونها.

### وجهات النظر السياسية والاجتماعية
تحظى حركة حقوق الآباء بالفروع الليبرالية والمحافظة على حد سواء، علي وجهات نظر مختلفة حول كيفية مقارنة الرجال والنساء. على الرغم من أن المجموعتين تتفقان على الإيذاء والتمييز ضد الرجال، إلا أنهما يختلفان حول اختلاف الرجال والنساء (الطبيعة ضد التنشئة) والأدوار التقليدية للجنسين. وتعتقد النسخة الليبرالية أن الاختلافات بين الجنسين تعود إلى الثقافة وتدعم المساواة بين الرجل والمرأة. في المقابل، يؤمن الفرع المحافظ بالعائلات الأبوية / التكميلية التقليدية وأن الاختلافات بين الجنسين ترجع إلى التركيب الحيوي.  ينظر روس بارك وأرمين بروت إلى حركة حقوق الآباء باعتبارها واحدة من ثلاثة فروع داخل حركة الرجال التي تتعامل بشكل شبه حصري مع الأبوة، والثانية هي حركة الآباء الطيبين والمجموعات التي تشكل حركة الرجال المسيحيين - حيث يعد الحافظون العهد الأكبر.
ويصف ارين فاريل، وهو من قدامى حركة النساء والرجال والآباء منذ السبعينيات، حركة حقوق الآباء كجزء من «حركة انتقالية جنسانية» أكبر، ويعتقد أنه، على غرار النساء في الستينات، ينتقل الآباء من النوع الاجتماعي تستند إلى أدوار الأسرة أكثر مرونة. ويعتقد فاريل أيضًا أن الحركة تساعد الأطفال من خلال زيادة العدد الذي يتم جمعه بالتساوي من قبل كلا الوالدين، الأمر الذي يزيد بدوره من الفوائد الاجتماعية والأكاديمية والنفسية والجسدية للأطفال - في رأيه أصبحت قضية حقوق الطفل مع الآباء الذين يعملون كمدافعين.

## حركة
يؤكد أعضاء حركة حقوق الآباء أن الآباء يتعرضون للتمييز نتيجة للتحيز ضد المرأة في قانون الأسرة؛  أن قرارات الحضانة كانت بمثابة إنكار للمساواة في الحقوق؛  وأن تأثير المال قد أفسد قانون الأسرة. كان التركيز الأساسي للحركة هو الحملة (بما في ذلك الضغط والبحث) للحقوق القانونية الرسمية للآباء، وفي بعض الأحيان للأطفال، وللحملات من أجل إجراء تغييرات في قانون الأسرة المتعلقة بحضانة الأطفال والدعم والصيانة والعنف المنزلي ونظام محاكم الأسرة. بحد ذاتها. تقدم مجموعات حقوق الآباء أيضًا الدعم العاطفي والعملي للأعضاء أثناء الانفصال والطلاق.
أصبحت بعض جماعات حقوق الآباء محبطة بسبب بطء الحملات التقليدية من أجل إصلاح القانون. أصبحت مجموعات مثل آباء العدالة الأسترالية التي تتخذ من المملكة المتحدة مقراً لها، واضحة بشكل متزايد، حيث قامت بمظاهرات عامة جذبت انتباه الرأي العام وأثرت على سياسة العدالة الأسرية. بعد الاحتجاجات، أدين بعض نشطاء حقوق الآباء بارتكاب جرائم مثل المضايقة والاعتداء. أدانت مجموعات حقوق الآباء التهديدات وأعمال العنف،  أكد مات أوكونور من آباء لأجل العدالة أن منظمته ملتزمة بـ «العمل المباشر السلمي وغير العنيف» وإن أعضاءها اشتغلوا في الترهيب سيتم طرده. مثال على ذلك كان في يناير 2006، عندما قام مات بحل الجماعة مؤقتًا  بعد أن تم الكشف عن أن قسمًا فرعيًا من الأعضاء كانوا يخططون لاختطاف ليو بلير، الابن الصغير لتوني بلير، رئيس وزراء المملكة المتحدة السابق. طبقاً للشرطة، فإن المؤامرة لم تتقدم أبداً بعد «مرحلة الثرثرة». بعد أربعة أشهر تم إعادة تشكيل المجموعة.
بعض الأعضاء من حركة حقوق الآباء، وأبرزهم توماس بول دعوا إلى اتخاذ إجراءات عنيفة لإيصال الرسالة، قبل أن يضحي بنفسه على خطوات محكمة في كين، نيو هامشير، كتب في صفحته المؤلفة من 15 صفحة. «البيان الأخير»  أن الآباء يجب أن يحرقوا دور المحاكم ومراكز الشرطة.

## القضايا الرئيسية

### نظام محكمة الأسرة
ستيفن باسكرفيل هو أستاذ مساعد للعلوم السياسية، ورئيس التحالف الأمريكي للآباء والأطفال ودعاة حقوق الآباء، ويحدد الحضانة التي حددتها المحكمة بأنها ليست حقًا لأبوي الأم، بل كقوة لمنع الشريك الآخر من الأبوة والأمومة. يقول أعضاء حركة حقوق الآباء إن محاكم الأسرة متحيزة ضد الآباء والحضانة المشتركة. ويذكر باسكرفيل أن نتائج الطلاق مفرطة في جانب واحد وتبادر إليها الأمهات في أكثر من ثلثي الحالات - لا سيما عندما يتعلق الأمر بالأطفال. كما ينص على أن الطلاق يوفر مزايا للمرأة مثل الحضانة التلقائية للأطفال والاستحقاقات المالية في شكل مدفوعات إعالة الطفل. يقول أعضاء حركة FR أيضا أن محاكم الأسرة بطيئة في مساعدة الآباء على إنفاذ حقوقهم الأبوية،  وهي مكلفة وتستغرق وقتا طويلا.
كما ذكر باسكرفيل أن محاكم الأسرة سرية وعقابية تجاه الآباء الذين ينتقدونها. كما يدّعي أن الموظفين والناشطين في المحاكم يدعمون ويستفيدون من فصل الأطفال عن والديهم  وأن قانون الأسرة اليوم يمثل انتهاكات للحقوق المدنية وانحرافًا في سلطة الحكومة.
ويعارض آخرون هذه الاستنتاجات، مشيرون إلى أن محاكم الأسرة متحيزة لصالح الآباء، وأن النسبة المئوية المنخفضة للآباء المنفصلين كحاضنين هو نتيجة لاختيارات من قبل الآباء بدلاً من تحيز محاكم الأسرة. ووفقاً لما قاله عالم الاجتماع مايكل فيود، فإن النشطاء في مجال حقوق الأب قد بالغوا في التباين في الحوالات بين الأمهات والآباء، وتجاهل حقيقة أنه في الغالبية العظمى من الحالات، يتخلى الآباء طوعًا عن حضانة أطفالهم من خلال ترتيبات خاصة؛ إما لأنهم على استعداد للقيام بذلك، أو لأنهم لا يتوقعون حكم محكمة مواتي.

### الأبوة والأمومة المشتركة
وإذ تشير إلى أن «الأطفال بحاجة لوالدين» وأن «للأطفال حق إنساني أساسي في إتاحة الفرصة والعلاقة مع أمهم وأبائهم»، فإن أعضاء حركة حقوق الآباء يطالبون بمزيد من المساواة في المسؤولية الأبوية بعد الانفصال والطلاق. ويدعون إلى قوانين تخلق افتراضًا قابض للدحض يتألف من 50/50 حضانة مشتركة بعد الطلاق أو الانفصال، بحيث يقضي الأطفال وقتًا متساوًا مع كل من الوالدين ما لم تكن هناك أسباب ضده. ويشيرون إلى الدراسات التي تبين أن الأطفال في أماكن الحضانة المشتركة يتم ضبطهم بشكل أفضل ولديهم مشاكل اجتماعية أقل مثل انخفاض التحصيل الأكاديمي والجريمة وإساءة استخدام العقاقير والاكتئاب والانتحار،  وتوضيح أن الأبوة والأمومة المشتركة هو في الواقع في مصلحة الطفل. ينص ارين فاريل على أنه بالنسبة للأطفال، أن يتم تقاسم الأبوة والأمومة على قدم المساواة مع ثلاثة شروط (يكون للطفل وقت متساو مع الأم والأب، يعيش الوالدان بالقرب من بعضهما البعض بحيث لا يحتاج الطفل إلى مصادرة الأصدقاء أو الأنشطة عند زيارة الوالد الآخر، هو ثاني أفضل ترتيب عائلي للأسرة، يليه احتجاز الأب الرئيسي ثم الحضانة الأولية، ويضيف أنه إذا كان لا يمكن الاتفاق على الأبوة والأمومة المشتركة، فإن الأطفال في المتوسط أفضل خارجيا نفسيا واجتماعيا وأكاديميا وجسديا، لديهم مستويات أعلى من التعاطف، ومستويات منخفضة من فرط النشاط الحركي، إذا كان والدهم الوالد الحاضن الأساسي بدلا من أمهم.
يختلف أعضاء حركة حقوق الآباء حول ترابط النتائج التنموية السلبية للأطفال في حالات الحضانة الوحيدة. يقول الباحث الاجتماعي فك مكلويد (VC McLoyd) أن غياب الأب مع خصائص الأسرة الأخرى ذات الصلة مثل عدم وجود دخل من شخص بالغ من الذكور، وغياب شخص بالغ آخر، وعدم وجود دعم من نظام الأسرة الموسعة الثاني، وخلص إلى أنه الآثار السلبية للفقر، وليس غياب الأب، التي تؤدي إلى نتائج تنموية سلبية. من ناحية أخرى، يقول البروفيسور كريغ هارت أنه على الرغم من ترابط عواقب الفقر ووجود والد واحد، فإن كل منها عامل خطر له تأثيرات مستقلة على الأطفال،  كما أن سيلفرشتاين وأويرباخ يذكران النتائج السلبية للأطفال في الحضانة الوحيدة ترتبط بقوة أكبر بـ «اليأس» مقارنة بأي متغير آخر بما في ذلك الفقر.
ينتقد أعضاء حركة حقوق الآباء المصالح الفضلى لمعيار الطفل المستخدم حاليًا في العديد من البلدان لاتخاذ قرارات الحضانة، والتي يصفونها بأنها ذاتية للغاية وتستند إلى الأحكام المسبقة الشخصية لقضاة محاكم الأسرة والمعينين من قِبل المحكمة التي تعينهم المحكمة،  وأن المحاكم مسيئة عندما يتم أخذ أكثر من نصف الحضانة بعيدا عن أحد الوالدين المستعدين المؤهلين. يقول أعضاء حركة حقوق الآباء، بما في ذلك نيد هولشتاين، إن الافتراض القابل للدحض عن الأبوة والأمومة المشتركة مدعوم من قبل غالبية المواطنين. يكتب باسكرفيل أن المقترحات لتفعيل قوانين الأبوة المشتركة يعارضها محامو الطلاق، ويقول إن الجماعات «النسوية الراديكالية» تعارض الأبوة والأمومة المشتركة بسبب إمكانية العنف الأسري وإساءة معاملة الأطفال.
وينص مو يي لي (Mo Yee Lee) على أن ترتيبات الحضانة المشتركة جيدة للأطفال فقط إذا لم يكن هناك نزاع بين الوالدين. ذكرت بعض الجماعات النسوية أنه في حالة طلب الأبوة والأمومة المشتركة، لن يقدم الآباء نصيبهم من الرعاية اليومية للأطفال. وتشكك المنظمة الوطنية للمرأة أيضا في دوافع أولئك الذين يشجعون الأبوة والأمومة المشتركة، مشيرة إلى أنها ستؤدي إلى انخفاضات كبيرة في مدفوعات إعالة الطفل أو إنهاؤها.
ينص ستيفن باسكرفيل على أن الأبوة والأمومة المشتركة قد ثبت أنها تقلل من نزاع الوالدين من خلال مطالبة الوالدين بالتعاون والتوافق، وأن عدم وجود أحد الوالدين يحد من القيود الناجمة عن ذلك الوالد على استبعاد الآخر، مما يؤدي إلى زيادة نزاع الوالدين. . ويذكر أيضًا أنه عندما تتخطى إرشادات دعم الطفل التكاليف الحقيقية التي يطلبها الآباء أو يسعون إلى منع حدوث تغييرات في وقت الأبوة والأمومة لأسباب مالية، مضيفًا أن أي حجة بأن أحد الوالدين يطلب زيادة وقت الأبوة لتقليل دعم الطفل هو في نفس الوقت حجة بأن الوالد الآخر يحقق ربحًا من إعالة الطفل.
يصف ستيفن باسكرفيل الطلاق الانفرادي والطلاق الذي حدث بدون ارتكاب أي خطأ باعتباره استيلاء على السلطة من قبل الوالد الذي يبادر بالطلاق، كما ينص على أن للآباء الحق الدستوري في السيطرة المشتركة على أطفالهم ومن خلال العمل السياسي ينوون تأسيس سلطة أبوية لهم. لكل من الوالدين ورفاهية أطفالهم. يقول أعضاء حركة حقوق الآباء إن الافتراض القابل للنقض عن الأبوة المشتركة يحافظ على حماية الطفل من الآباء غير المؤهلين أو العنيفين.
تقول عالم الاجتماع المؤيد للأنثوية مايكل فيود أن مؤيدي الأبوة المشتركة لا يستخدمونه إلا كمسألة رمزية تتعلق بـ «الحقوق» و «المساواة» و «الإنصاف» وأن حركة حقوق الأب لا تهتم فعليًا بالرعاية المشتركة لأطفالهم. أو رغبات الأطفال، مضيفًة أن جماعات حقوق الآباء دافعت عن سياسات واستراتيجيات ضارة للأمهات والأطفال كما أنها ضارة للآباء أنفسهم. في المقابل، ذكر عالم الاجتماع سانفورد براف أن صورة الأب المطلق السيئة هي أسطورة أدت إلى سياسات اجتماعية ضارة وخطيرة.

### دعم الطفل
يعمل أعضاء حملة حركة حقوق الآباء لإصلاح المبادئ التوجيهية لدعم الطفل، والتي تعتمد في معظم البلدان الغربية على الحفاظ على مستوى معيشة الأطفال بعد الانفصال، وعلى افتراض أن الأطفال يعيشون مع أحد الوالدين وليس مع الآخر. يشير الناشطون إلى أن الإرشادات الحالية تعسفية، وتوفر للأمهات الحوافز المالية للطلاق، وترك الآباء الذين لديهم دخل تقديري صغير للاستمتاع به مع الأطفال خلال فترة تربية الأبناء. في الولايات المتحدة، يقترح نشطاء حقوق الآباء مبادئ توجيهية تستند إلى نموذج المشاركة في التكاليف، حيث يعتمد دعم الطفل على متوسط دخل الوالدين وتكاليف الطفل المقدرة التي يتكبدها كلا الوالدين. صرحت لورا دبليو. مورغان بأنها تركز على مستويات المعيشة النسبية للآباء المطلقين بدلاً من المصالح الفضلى للأطفال ودعمهم مالياً على نفس المستوى بعد الطلاق.
وينص سولانغل مالدونادو على أن القانون يجب أن يقدِّر تعريفًا أوسع للأبوة للأب الفقير عن طريق الحد من التركيز على جمع دعم الطفل وتشجيع المساهمات غير الرسمية (مثل البقالة والملابس والألعاب والوقت مع الأطفال) لهؤلاء الآباء من خلال حساب هذه المساهمات كدعم الطفل.
يقول أعضاء حركة حقوق الآباء إنه يجب إنهاء دعم الطفل في ظل ظروف معينة، مثل ما إذا كان الوالد الحاضن يحد من الوصول إلى الأطفال عن طريق الابتعاد عن رغبات الوالد الآخر، أو تقديم شهادة احتيالية، أو في حالة اكتشاف الاحتيال على الأبوة  مضيفًا أنه لا يجب على رجلين دفع إعالة الطفل لنفس الطفل.
وينص ستيفن باسكرفيل على أنه يجب تحديد الغرض من دعم الطفل بشكل علني، ويجب تصميم برامج الإنفاذ لخدمة هذا الغرض، مع مراعاة الإجراءات القانونية الواجبة.
ويصرّح ستيفن باسكرفيل أنه من الصعب غالباً على الآباء الذين يعانون من ضائقة ماديّة أو يأخذون على عاتقهم دوراً أكبر في تقديم الرعاية أن يتلقّوا مبالغ مالية أقل لدعم الطفل، كما يوضّح أن البطالة هي المسبب الرئيسي لديون دعم الطفل، ويضيف على ذلك قوله أن التخلف عن دفع ديون كهذه يجعل الأب عُرضةً للاعتقال والسجن دون ضمان لحق الإجراء العادل.
ويؤكد مناصرو حركة حقوق الآباء على أن بعض النساء يُطلقن إدعاءات باطلة عن تعرضهن لعنف منزلي، أو إساءة جنسية، أو تعرض أطفالهن للانتهاك، في سبيل اكتساب أحقية في الطلاق، ونزاعات الحضانة، و/أو لمنع الآباء من رؤية أبنائهم، كما يصرّحون أن بعض المحامين ينصحون النساء بافتراء هكذا ادعاءات.
كما يشير أولئك المناصرون أن الادعاءات الباطلة عن العنف المنزلي أو انتهاك الطفل تكون مدفوعة بالطبيعة التحريضية من النمط (الفوز أو الخسارة) في جلسات استماع حضانة الأبناء، إذ تفترض كل من الشرطة والمحكمة بشكل مسبق أن الرجال مذنبون أكثر من افتراض براءتهم.
كما يؤكد محامو ومؤيدو النساء المتعرضات لانتهاكات أن إجراءات محكمة الأسرة تترافق عادة مع ادعاءات عن عنف منزلي، ويعود السبب وراء ذلك لانتشار هذا النمط من العنف في المجتمع، عوضاً عن كونه نتيجة للمزاعم الباطلة حول حدوثه، كما يؤكدون على أن العنف المنزلي غالباً ما يبدأ أو يتزايد قرب وقت الطلاق أو الانفصال.
ويجادل الناقد الأكاديمي، مايكل فلود، أن مجموعات حقوق الآباء قد ألحقت ضرراً بمجال برمجة وسياسة العنف المنزلي بمحاولتها تكذيب ضحايا العنف الإناث، وإعادة سرد ما يتيحه القانون من حماية للضحايا وما يفرضه من عقوبات على المعتدين، وتقويض الخدمات المُقدمة لضحايا عنف الرجال.
من جهة أخرى يؤكد ستيفن باسكرفيل على أنه عندما يطرأ انتهاك للطفل، فمن المستبعد أن يكون الأب هو المعتدي، وأن هذا الانتهاك غالباً ما يحدث بعد فصل الأب عن أبنائه، كما يقترح باسكرفيل وجوب محاكمة انتهاك الطفل كإساءة جنائية، مع اعتبار حماية حق الإجراء العادل، وأن تمويل الحكومات لبرامج موجّهة لهذه القضايا يجب أن يُصبح مشروطاً بحماية كهذه.

### تداخل وقت الأبوة
وينص غلين ساكس على أن بعض الأمهات يتداخلن مع وقت الأب، وأن مثل هذا التدخل يجب أن يتوقف. يقول ساكس وجيفري م. ليفينغ أن التداخل في وقت الأبوة يمكن أن ينتج عن نقل الوالد الحاضن إلى مكان أبعد من مسافة عملية من الوالد غير الوصي وأنهم يدافعون عن افتراض قابل للدحض يحظر مثل هذا الترحيل.
كما دافع ناشطو حقوق الآباء عن تضمين متلازمة الاغتراب الأبوي، وهي متلازمة مقترحة طورها ريتشارد جاردنر تدعي أن التعطيل غير المبرر للعلاقة بين الوالد والطفل سببه الوالد الآخر. لا يقبل أي من PAS أو PAD من قبل أي منظمة صحية قانونية أو عقلية. على الرغم من ممارسة الضغط، لم يتم تضمين متلازمة الاغتراب الوالدين في مسودة الدليل التشخيصي والإحصائي DSM الذي صدر في عام 2010،  على الرغم من أن اضطراب اغتراب الوالدين يظهر «كشرط مقترح من مصادر خارجية» ليتم مراجعته من قبل مجموعة العمل.

### الطلاق بدون خطأ
وينص ستيفن باسكرفيل على أن القوانين التي تنص على عدم الطلاق لا تتوقف عند إزالة الشرط الذي يقضي بالاستناد إلى أسباب الطلاق ، وذلك للسماح بالطلاق «بالموافقة المتبادلة»؛ كما يسمح لأي من الزوجين بإنهاء الزواج دون أي اتفاق أو خطأ من الطرف الآخر. تنص فيليس شلافلي على أنه يجب الإشارة إلى الطلاق بدون خطأ كطلاق أحادي الجانب.
وينص ستيفن باسكرفيل على أن القوانين التي تنص على الطلاق بدون خطأ يمكن اعتبارها واحدة من التجارب الاجتماعية الأكثر جرأة في التاريخ الحديث التي أنهت الزواج فعليًا كعقد قانوني. ويقول إنه من غير الممكن تشكيل اتفاق ملزم لإنشاء أسرة، مضيفًا أنه يمكن للمسؤولين الحكوميين، بناء على طلب أحد الزوجين، إنهاء الزواج بسبب اعتراض الطرف الآخر. ويذكر أن الطلاق بدون عيب قد ترك الآباء دون حماية ضد مصادرة أطفالهم.
يقترح ستيفن باسكرفيل «حدود معقولة» على الطلاق بدون خطأ عندما يكون الأطفال معنيين. بعض أعضاء FRM يدعمون نهاية مبدأ عدم الخطأ في قرارات حضانة الأطفال والطلاق. يقول بعض أعضاء حركة حقوق الآباء إن توفر الطلاق يجب أن يكون محدودًا أيضًا.

### تدخل الحكومة
يقول ستيفن باسكرفيل أن الحكومات في جميع أنحاء الولايات المتحدة والديمقراطيات الأخرى تشارك ، عن طريق الصدفة أو التصميم، في حملة ضد الآباء والأبوة، والتي في نظره، تكمن في أصل مشكلة أكبر تهدد الزواج، وتدمر الأسر، وتدمر حياة العديد من الأطفال، وتقوض الوالدان والديمقراطية والمساءلة. كما ذكر باسكرفيل أنه يتم إزالة الأب من العائلة عن طريق الطلاق الذي يثير المشاكل التي ينظر إليها الحكومة على أنها الحل وليس المشكلة، ومن ثم تستخدم هذه المشاكل لتبرير استمرار وجود الحكومة وتوسعه. . يقول أعضاء حركة حقوق الآباء إن الطلاق الحديث ينطوي على قيام مسؤولين حكوميين بغزو حياة الوالدين الخاصة ، وطرد الناس من منازلهم، والاستيلاء على ممتلكاتهم، وإخراج أطفالهم.

### حقوق الوالدين والحقوق الإنجابية
عمل المدافعون عن حقوق الآباء من أجل حق الآباء غير الملائمين وغير المناسبين في الحصول على الحضانة إذا حاولت الأم تبني طفلهم من قبل طرف ثالث أو إذا وضعت سلطات رعاية الأطفال الطفل في الحضانة. يسعى الناشطون في مجال حقوق الآباء إلى اتباع نهج محايد جنسياً حيث يتمتع الرجال والنساء غير المتزوجين بحقوق متساوية في قضايا التبني، وهو نهج لا يقره النقاد بشكل كافٍ للأدوار البيولوجية المختلفة في الإنجاب والحمل، والتفاوت في المجتمع الاجتماعي والاقتصادي. أقرت بعض الولايات في الولايات المتحدة قوانين لحماية حقوق الآباء غير المتزوجين في الاحتجاز. دعمت المحاكم هذه الحقوق بشكل متزايد، على الرغم من أن القضاة غالباً ما يحتاجون إلى دليل على أن الأب قد أبدى اهتمامًا بالأم، ودعمًا ماليًا وعاطفيًا للأم أثناء الحمل.
سعى بعض المدافعين عن حقوق الآباء إلى منع النساء من الإجهاض دون موافقة الأب ، على أساس أنه من التمييز على الرجال عدم امتلاك القدرة على المشاركة في قرار إنهاء الحمل. هذا الخيار غير مدعوم من قبل أي قوانين في الولايات المتحدة. صرح المدافعون عن حقوق الآباء جيفري م. ليفينغ وغلين ساكس بأن «خيار الرجال هو حل معيب». كما أعرب المدافعون عن رغبتهم في الحصول على «الإجهاض المالي» الذي يوجد فيه الخيار لقطع كل المسؤولية عن دعم الطفل لطفل غير مرغوب فيه. يقول الباحث القانوني كيم بوكانان تعليقا على هذا ، «الطريقة الوحيدة التي يمكن بها وضع افتقار الرجال إلى عدم السماح بالحمل لأن الظلم بين الجنسين هو القبول بأن الرجال لديهم الحق في تحمل عواقب ممارسة الجنس غير الآمن (أو فشل وسائل منع الحمل) حصرا»  ومع ذلك ، فإن بعض النسويات ، مثل الرئيسة السابقة للمنظمة النسائيةالوطنية للمرأة، المحامية كارين ديكرو، قد دعمت مفهوم «الإجهاض المالي».

### الإجازة الوالدية
أدى الضغط من مجموعات حقوق الأب من بين آخرين، في العديد من البلدان إلى برنامج (برامج) محايد جنسياً مؤهل للحصول على إجازة والدية. في حين كانت استحقاقات الأمومة تُمنح على مر التاريخ للأمهات على أساس البيولوجيا الفيزيائية للولادة، بما في ذلك الحاجة إلى حماية صحة المرأة والطفل ورفاههما المالي، فإن استحقاقات الإجازة الوالدية تشدد على مشاركة الآباء في رعاية الأطفال ، ومعالجة التمييز ضد الرجال الذين يرغبون في المشاركة مع أطفالهم الرضع.

### المصطلح
يعترض بعض نشطاء حقوق الآباء على مصطلح «الزيارة»، الذي يرون أنه يشوه من مستوى سلطتهم كأبوين ، ويفضلون بدلاً من ذلك استخدام «وقت الأبوة والأمومة».

## انتقادات
اتهم بعض الباحثين القانونيين وكتاب الحقوق النسوية حركة حقوق الآباء بوضع مصالح الآباء فوق مصالح الأطفال، على سبيل المثال، باقتراح أنه من المقبول للآباء سحب دعم الطفل إذا لم يتم منحهم إمكانية الوصول إلى أطفالهم، أو عن طريق الضغط من أجل إجراء تغييرات في قانون الأسرة التي يزعم أنها تزيد من تعرض الأطفال للآباء المسيئين، ويزعم أنها تعرض للخطر أكثر الأمهات ضحايا العنف المنزلي.
ومن الانتقادات الأخرى أن ناشطي حقوق الأب يزعمون بشكل خاطئ أن المحاكم منحازة ضد الآباء، بينما في الواقع تتم تسوية معظم الحالات بالاتفاق الخاص، ويتخلى الآباء طوعاً عن الحضانة الأولية لأطفالهم، وهو ما يفسر النسبة المئوية الأدنى للآباء الحاضنين؛ وأن «الانحياز» للمحاكم هو لصالح مقدم الرعاية الأساسي، وليس الأمهات في حد ذاتهم.
انتقد الباحثون مارثا فينيمان ومايكل فلود وغيرهم الحركة بسبب إدعائهم إدامة الصور النمطية السلبية عن النساء على أنها خادعة، وقائمة على الانتقام، وغير مسؤولة، بالإضافة إلى الصورة النمطية التي تفيد بأن النساء يستفدن من الرجال ماليًا.

## المعلقين البارزين
من المؤيدين العامين لحركة حقوق الآباء وقضاياهم، مؤسس Live Aid بوب جيلدوف،  الكاتب والصحفي الإيرلندي جون ووترز وكارين ديكرو، الرئيس السابق للمنظمة الوطنية للنساء. المعلقين البارزين الآخرين يشملون:
- أسا بابر
- ارين فاريل
- ستيفن باسكرفيل
- جيفري م. ليفينغ